# Huttenwang

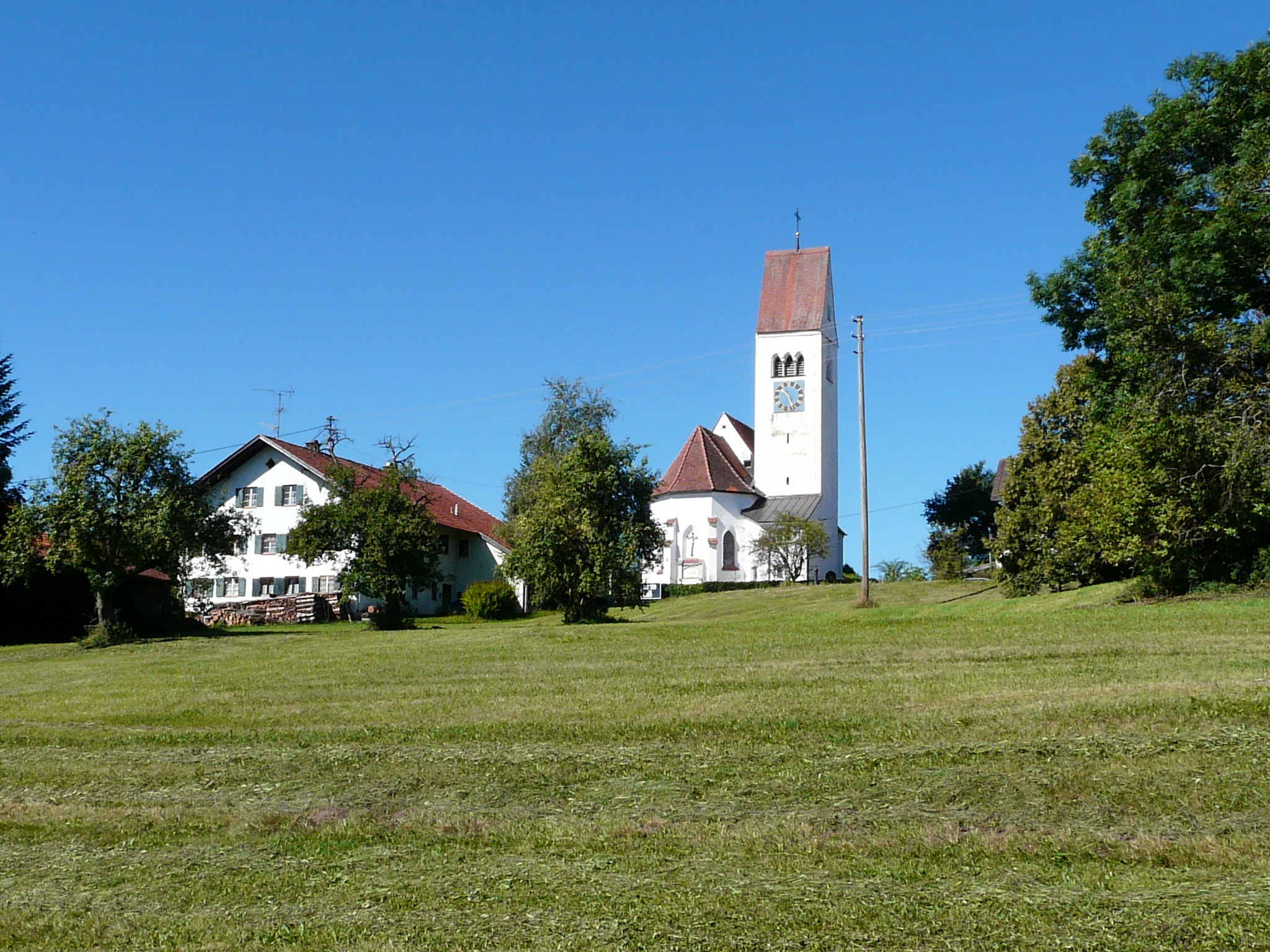
Huttenwang – Kirchbichel

Huttenwang ist ein Ortsteil der Gemeinde Aitrang im schwäbischen Landkreis Ostallgäu.

## Geografie
Das Kirchdorf liegt in der bayerischen Planungsregion Allgäu, drei Kilometer nordwestlich von Aitrang.

## Geschichte
Der Ort war Teil der Herrschaft Kemnat und wurde 1551 vom Fürststift Kempten erworben. Die Pfarrkirche stammt aus der zweiten Hälfte des 15. Jahrhunderts und wurde 1694/96 barockisiert. Im Reichsdeputationshauptschluss 1803 fiel Huttenwangan an die Fürsten Oettingen-Wallerstein. Mit der Rheinbundakte 1806 kam es zum Königreich Bayern. Durch das bayerische Gemeindeedikt von 1818 wurde Huttenwang eine selbstständige Gemeinde mit den Orten Böck, Huttenwang, Jackel, Neuenried, Umwangs und Wolfholz. Anlässlich der Gemeindegebietsreform wurde sie am 1. Mai 1978 nach Aitrang eingemeindet.

## Sehenswürdigkeiten
- Katholische Pfarrkirche Sankt Johannes der Täufer
- Ehemaliges Pfarrhaus[3]

## Bodendenkmäler
Siehe: Liste der Bodendenkmäler in Aitrang